# Hans Heinrich Bürmann
Hans Heinrich Bürmann ( – Mannheim, 21 de junho de 1817) foi um matemático alemão.
Dirigiu a partir de 1795 uma "Academia de Comércio" em Mannheim, na qual lecionou aritmética, contabilidade, correspondência comercial, lei de letras de câmbio, mercadorias, alemão, francês, italiano e inglês. Suas condições de vida eram difíceis, e não foi até setembro de 1808 que ele recebeu um salário de 1000 florins "como Diretor Grão-Ducal da Academia Comercial de Baden, Professor de Matemática e Censor".
Trabalhou cientificamente no campo da combinatória e contribuiu para o desenvolvimento da linguagem simbólica da matemática. Descobriu a forma generalizada do teorema de inversão de Lagrange e manteve correspondência com Joseph-Louis Lagrange e Carl Friedrich Hindenburg.